# Троицкое (деревня, Москва)
Троицкое — деревня в Троицком административном округе Москвы (до 1 июля 2012 года была в составе Подольского района Московской области). Входит в состав поселения Щаповское.

## Население
| 1859 | 1890 | 1899 | 1926 | 2002 | 2006 | 2010 |
| ---- | ---- | ---- | ---- | ---- | ---- | ---- |
| 317  | ↗318 | ↘190 | ↗329 | ↘71  | ↗76  | ↗156 |

Согласно Всероссийской переписи, в 2002 году в деревне проживал 71 человек (37 мужчин и 34 женщины). По данным на 2005 год в деревне проживало 76 человек.

## География
Деревня Троицкое расположена в восточной части Троицкого административного округа, на Варшавском шоссе примерно в 46 км к юго-западу от центра города Москвы, на левом берегу реки Мочи бассейна Пахры.
В 10 км северо-западнее деревни проходит Калужское шоссе А130, в 1,5 км к юго-западу — Московское малое кольцо А107, в 12 км к востоку — Симферопольское шоссе М2, в 7 км к востоку — линия Курского направления Московской железной дороги.
В деревне две улицы — Луговая и Речная, приписаны дачный кооператив (ДПК), садоводческое товарищество (СНТ) и торговый центр. Ближайшие населённые пункты — деревни Русино и Батыбино.
Связана автобусным сообщением с 5-м микрорайоном Северного Бутова, микрорайоном «В» Троицка и городом Подольском (маршруты № 1026, 1028, 1030, 1033, 1036, 1047, 1050, 1077).

## История
…Троицы Живоначальныя мѣсто церковное въ 1623 г. московскаго уѣзда, Перемышльской волости, въ деревнѣ, что было село Троицкое, на рѣкѣ Мочѣ, — старинной вотчинѣ Михаила и Ивана Васильевыхъ Олферьевыхъ…— Исторические материалы о церквах и сёлах XVI—XVIII ст.
Деревня находилась при селе Ознобишине, в 1646 году в ней числилось 20 крестьянских дворов, в 1678 году — 25 дворов, в 1704 году — 38 дворов.
В «Списке населённых мест» 1862 года — казённая деревня 1-го стана Подольского уезда Московской губернии на Московско-Варшавском шоссе, из Подольска в Малоярославец, в 10 верстах от уездного города и 18 верстах от становой квартиры, при реке Моче и колодцах, с 34 дворами и 317 жителями (154 мужчины, 163 женщины).
По данным на 1890 год — деревня Дубровицкой волости Подольского уезда с 318 жителями.
В 1913 году — 52 двора, водяная мукомольная мельница, цементный завод, чайная лавка и торговая лавка.
По материалам Всесоюзной переписи населения 1926 года — центр Троицкого сельсовета Дубровицкой волости Подольского уезда в 8 км от станции Гривно Курской железной дороги, проживало 329 жителей (145 мужчин, 184 женщины), насчитывалось 62 крестьянских хозяйства.
1929—1963, 1965—2012 гг. — населённый пункт в составе Подольского района Московской области.
1963—1965 гг. — в составе Ленинского укрупнённого сельского района Московской области.
С 2012 г. — в составе города Москвы.

## Достопримечательности
Неподалёку от деревни находятся известняковые карьеры и карстовые воронки.